# Закон на Ом
Законът на Ом е физичен закон, определящ зависимостта между напрежението, тока и съпротивлението на проводника в електрическа верига. Наречен е в чест на неговия откривател Георг Ом. Същността на закона е проста: създаваният от напрежението ток е обратно пропорционален на съпротивлението, което той трябва да преодолява, и е право пропорционален на пораждащото го напрежение.
Трябва също да се има предвид, че законът на Ом е фундаментален и може да се прилага към всяка физична система, в която действат някакви потоци енергия, преодоляващи съпротивление. Законът може да се прилага за изчисление на хидравлични, пневматични, магнитни, електрически, светлинни, топлинни потоци и т.н. (същото се отнася и за законите на Кирхоф), обаче такова приложение на тези закони става крайно рядко, само в рамките на тясно специализирани курсове.

## История на закона на Ом
Георг Зимон Ом, провеждайки експерименти с различни проводници, установил, че силата на тока {\displaystyle I} в даден проводник е пропорционална на напрежението {\displaystyle U}, приложено към краищата му:
{\displaystyle I=G\cdot U}
Коефициентът на пропорционалност {\displaystyle G} се нарича електропроводимост, а величината {\displaystyle R=1/G} е прието да се нарича електрическо съпротивление на проводника.

## Закон на Ом в интегрална форма
Законът на Ом за част от електрическата верига има вида:
- {\displaystyle \textstyle I={\frac {U}{R}}}, или
- {\displaystyle \textstyle U=R\cdot I}, или

- {\displaystyle \textstyle R={\frac {U}{I}}},

където:
- {\displaystyle \scriptstyle U} е напрежението или разликата между потенциалите,
- {\displaystyle \scriptstyle I} е силата на тока,
- {\displaystyle \scriptstyle R} е съпротивлението.

Законът на Ом се прилага също и към цялата верига, но в малко видоизменена форма:
{\displaystyle I={E \over {R+r}}},
където:
- {\displaystyle \scriptstyle E} е електродвижещото напрежение във веригата,
- {\displaystyle \scriptstyle I} е силата на тока във веригата,
- {\displaystyle \scriptstyle R} е съпротивлението на всички елементи от веригата,
- {\displaystyle \scriptstyle r} е вътрешно съпротивление на източника на захранване.

За по-лесно запомняне (в училище) законът на Ом се изобразява и като равностранен триъгълник с пресечна хоризонтална линия, под която има вертикална линия в средата. В горния малък триъгълник е U, под него са I и R. Лесно се помни и изглежда ето така:
{\displaystyle \scriptstyle U=I\cdot R},
{\displaystyle \scriptstyle I={\frac {U}{R}}},
{\displaystyle \scriptstyle R={\frac {U}{I}}}.
```
                                  /\
                                 /  \
                                / U  \
                               /——————\
                              / I | R  \
                              ——————————
```

## Закон на Ом в диференциална форма
Съпротивлението R зависи както от материала на проводника, по който тече токът, така и от геометричните размери на проводника.
Полезно е да се запише законът на Ом в диференциална форма, при която зависимостта от геометричните размери изчезва и тогава законът на Ом описва само електропроводните свойства на материала. За изотропни материали:
{\displaystyle \mathbf {j} =\sigma \cdot \mathbf {E} },
където:
- j е векторът на плътността на тока,
- σ е специфичната електропроводимост,
- E е векторът на интензитета на електрическото поле.

Всички величини, влизащи в това уравнение, са функции на координатите и в общия случай на времето. Ако материалът е анизотропен, то посоките на векторите на плътността на тока и на интензитета могат да не съвпадат. В този случай относителната проводимост е тензор от ранг (1, 1).
Разделът от физиката, изучаващ протичането на електрически ток в различни среди, се нарича електродинамика на непрекъснатите среди.

## Закон на Ом за променлив ток
Ако веригата съдържа не само активни, но и реактивни елементи (капацитети, индуктивности), а токът е синусоидален с кръгова (ъглова) честота ω, то законът на Ом се обобщава, а участващите в него величини стават комплексни:
{\displaystyle {\dot {U}}=Z\cdot {\dot {I}}},
където:
- {\displaystyle \textstyle {\dot {U}}=U\cdot e^{j\psi _{u}}}

е комплексната ефективна стойност на напрежението; {\displaystyle \textstyle \psi _{u}} е началната фаза на напрежението,
- {\displaystyle \textstyle {\dot {I}}=I\cdot e^{j\psi _{i}}}

е комплексната ефективна стойност на тока; {\displaystyle \textstyle \psi _{i}} е началната фаза на тока,
- {\displaystyle \textstyle Z=z\cdot e^{j\varphi }}

е комплексното пълно съпротивление (комплексният импеданс),
- {\displaystyle \textstyle z={\sqrt {R^{2}+X^{2}}}}

е пълното съпротивление (импеданс),
- {\displaystyle \textstyle X=\omega L-{\frac {1}{\omega C}}} е реактивното съпротивление; {\displaystyle \textstyle X_{L}=\omega L} е индуктивното съпротивление; {\displaystyle \textstyle X_{C}={\frac {1}{\omega C}}} е капацитивното съпротивление,
- {\displaystyle \textstyle R} е активното съпротивление, независещо от честотата,
- {\displaystyle \textstyle \varphi =\arctan {\frac {X}{R}}=\psi _{u}-\psi _{i}} е фазовата разлика между напрежението и тока.

Ако токът е периодична функция на времето, но не е синусоидален, то той може да представи като сума от синусоидални съставящи (хармонични) с честоти {\displaystyle \scriptstyle k\omega }, ({\displaystyle \scriptstyle k=1\ldots \infty }) чрез разлагане в ред на Фурие. За линейни вериги може да се счита, че тези съставящи от разлагането на тока в ред на Фурие действат независимо една от друга.
Трябва да се отбележи също, че законът на Ом във вида, представен по-горе, е в сила за линейни електрически вериги, т.е. такива вериги, в които параметрите {\displaystyle \scriptstyle R}, {\displaystyle \scriptstyle L} и {\displaystyle \scriptstyle C} са константни величини, независещи от напрежението, тока и честотата. В практиката това означава, че законът на Ом важи в определени граници на изменение на честотата, напрежението или тока.
За описване на по-сложни (нелинейни) системи, когато не може да се пренебрегне зависимостта на съпротивлението от силата на тока, е прието да се разглежда тяхната волт-амперна характеристика. Отклонения от закона на Ом се наблюдават също и в случаите, когато скоростта на изменение на електрическото поле е толкова голяма, че не може да се пренебрегне инерционността на носителите на заряда.